# Vụ cướp tàu MT Orkim Harmony
Ngày 11 tháng 6 năm 2015, 8 tên cướp biển Indonesia đã cướp tàu MT Orkim Harmony, một tàu chở dầu Malaysia, trong vùng Biển Đông. Các thuyền viên và tàu chở dầu được giải cứu ngày 19 tháng 6 gần phía tây nam đảo Phú Quốc, Việt Nam với sự hợp tác chung của Hải quân Hoàng gia Malaysia, Không quân Hoàng gia Malaysia, Cơ quan thực thi hàng hải Malaysia, Không quân Hoàng gia Úc, Bộ đội Biên phòng Việt Nam, Cảnh sát biển Việt Nam, Hải quân Indonesia và Hải quân Hoàng gia Thái Lan.

## Lý lịch
Trước khi cướp MT Harmony Orkim, một tàu chở tên là MT Orkim Victory đã bị bắt cóc bởi tám tên cướp biển Indonesia trang bị hai tay súng và dao rựa vào ngày 4 tháng 6 tại Biển Đông. Những tên cướp đã lấy tàu di chuyển đến khoảng cách 12,2 hải lý của đảo Aur Island nơi chúng bơm dầu vào tàu chở dầu khác trước khi bỏ Orkim Victory. Những tên cướp biển phá hỏng tất cả các thiết bị thông tin liên lạc và cướp đồ đạc cá nhân của các thuyền viên. Tất cả những tên cướp biển trốn thoát mà không hề bị thương.

## Cướp biển
Liên lạc với MT Harmony Orkim đã bị mất vào ngày 11 tháng 6 vào lúc 20:54 MST (UTC+08:00) trong thời gian của nó từ Malacca để đến Cảng Kuantan trong vùng biển Tanjung Sedili, Kota Tinggi, Johor tại 2°8.90′B 104°27.30′Đ / 2,14833°B 104,455°Đ. Trong vụ cướp, thủy thủ đoàn 22 người ở trên boong tàu chở dầu trong đó có 16 người Malaysia, 5 người Indonesia và 1 người Myanmar. Các tàu chở dầu đã được nạp với 6.000 tấn của xăng có giá trị khoảng 21 triệu ringgit (khoảng 5.6 triệu đô la Mỹ). Tất cả tám tên hải tặc này được vũ trang với súng lục và dao phay.

## Hoạt động tìm kiếm
Ngày 12 tháng 6, Cơ quan thực thi hàng hải Malaysia (MMEA) bắt đầu tìm kiếm các tàu chở dầu ở Biển Đông khoảng 50.000 km vuông vì nó đã mất liên lạc trong 10 giờ. Nhà chức trách Malaysia tin rằng các tàu chở dầu có thể đã bị bắt cóc và đưa đến hòn đảo của Indonesia gần đó là Natuna và Anambas. Ngày 17 tháng 6, một máy bay trinh sát của Lực lượng Không quân Úc, bay từ sở tại bang Penang của Malaysia, phát hiện các tàu chở dầu bị mất tích trong Vịnh Thái Lan trong phạm vi biên giới hàng hải Campuchia-Việt Nam. Theo họ, các tàu chở dầu đã được sơn lại từ màu xanh sang màu đen và đổi tên thành Kim Harmon. Tuy nhiên, Hải quân Hoàng gia Campuchia có thể không xác nhận các báo cáo và đã bật đèn xanh cho các hoạt động chung với Malaysia để theo dõi và đánh chặn các tàu chở dầu ở vùng biển Campuchia. MMEA sau đó liên lạc với Cảnh sát biển Việt Nam (VCG) thông báo các tin tức và, sau khi nhận được thông tin, VCG triển khai hai tàu tuần tra đến khu vực này. Cả Hải quân Malaysia và Hải quân Hoàng gia Thái Lan (RTN) cũng được đưa vào trạng thái sẵn sàng. Thông tin tiếp theo của VCG đã báo cáo rằng các tàu chở dầu được đặt tại 9°21′B 102°44′Đ / 9,35°B 102,733°Đ khoảng 84 km phía tây nam của Phú Quốc tại Việt Nam.

## Hậu quả
Trong phản ứng với các báo cáo của Úc, Hải quân Hoàng gia Malaysia (RMN) và tàu MMEA, đã được đưa vào trạng thái sẵn sàng đã được triển khai tới khu vực, vào ngày 19 tháng 6, tàu chở dầu đã được phát hiện tại 9°10′B 103°10′Đ / 9,167°B 103,167°Đ. Những tên cướp biển trên tàu chở dầu hướng dẫn họ phải rút lui trong khoảng 5 hải lý (9 km) từ các tàu chở dầu, và đe dọa giết gia đình của thuyền viên nếu thuyền trưởng của con tàu chở dầu làm rò rỉ kế hoạch 'cướp biển rời khỏi tàu chở dầu với các nhà chức trách Malaysia. Những tên cướp biển cũng đã được "thực tế cầu xin" các nhà chức trách Malaysia để họ ra đi và tiếp tục "hành trình" của họ cho đến khi họ đến được đảo Natuna. Sau một số cuộc đàm phán, tất cả những tên cướp biển đã trốn thoát trên một xuồng cứu sinh (được cung cấp bởi RMN, tàu và máy bay của MMEA) theo yêu cầu của họ. RMN và MMEA bảo đảm thành công tàu chở dầu tại 12:50 MST, với tất cả các thành viên của thủy thủ đoàn trong tình trạng an toàn ngoại trừ một người bị thương ở đùi sau khi bị bắn bởi những tên cướp biển.
Vài giờ sau, 8 người Indonesia, người bị tình nghi là cướp biển đã được nhìn thấy gần Đảo Thổ Chu và khi họ được tiếp cận bởi các Bộ đội Biên phòng Việt Nam (VBDF) và Cảnh sát biển Việt Nam (VCG), những người Indonesia tuyên bố họ đã từ một chiếc thuyền đánh cá bị chìm. MMEA sau đó bắt đầu một cuộc điều tra về các vấn đề và hợp tác với các Chính phủ Việt Nam thông qua văn phòng Bộ Tư pháp và Bộ Ngoại giao để giao tất cả các nghi phạm tới Malaysia. 8 người đã được xác nhận là những cướp biển sau khi được xác định bởi các thuyền viên bị thương, những người đã miêu tả hình ảnh của những người đàn ông, cũng như với lời thú nhận của cướp biển trong khi thẩm vấn bởi chính quyền Việt Nam khi họ đã có được miêu tả và thông tin được cung cấp bởi nhà chức trách Malaysia. Bộ trưởng Bộ Nội vụ Ahmad Zahid Hamidi bày tỏ lòng biết ơn đến tất cả các bên liên quan trong việc đảm bảo việc giải cứu an toàn của tất cả 22 thành viên thuyền viên và bắt được những tên cướp biển. Họ cũng đã đệ trình một yêu cầu dẫn độ của Malaysia từ Việt Nam và Indonesia.
Tiếp tục điều tra của cơ quan chức năng Việt Nam đã kết luận rằng những tên cướp biển là chuyên nghiệp, dựa trên cách chúng tiến hành bằng cách tắt hệ thống Automatic Identification System (AIS) để hoạt động tội phạm của chúng không bị phát hiện và làm thế nào chúng được tìm thấy với tiền mặt trên chiếc tàu cứu hộ của chúng khi bị giam giữ bởi VBDF và VCG. MMEA cũng tiết lộ rằng có 5 kẻ nữa (nâng tổng số lên 13), đã tham gia vào vụ cướp bằng cách sử dụng một tàu kéo để tiếp cận các tàu chở dầu và tất cả trong số chúng đã trốn thoát đến Batam, Indonesia nơi mà các tàu kéo đã được tìm thấy bởi các lực lượng hải quân Indonesia vào ngày 21 tháng 6.